# Antonio Ulrico di Sassonia-Meiningen
Antonio Ulrico di Sassonia-Meiningen (Smalcalda, 22 ottobre 1687 – Francoforte sul Meno, 27 gennaio 1763) fu reggente Sassonia-Meiningen dal 1724 al 1733 e poi duca di Sassonia-Meiningen dal 1746 sino alla sua morte.

## Biografia
Antonio Ulrico era il secondo figlio e unico sopravvissuto (in ordine di nascita era l'ottavo) del duca Bernardo I di Sassonia-Meiningen e della sua seconda moglie, Elisabetta Eleonora di Brunswick-Wolfenbüttel.
Alla morte del padre del 1706, in accordo con le sue volontà, egli ereditò il ducato di Sassonia-Meiningen con i suoi due fratellastri maggiori, Ernesto Luigi I e Federico Guglielmo.
Ma, poco dopo, Ernesto Luigi firmò un contratto coi fratelli, con l'intento di affidare i poteri del ducato nelle sue mani. Senza poteri nel proprio ducato, Antonio Ulrico decise di viaggiare nei Paesi Bassi.
Nei Paesi Bassi, nel gennaio 1711, Antonio Ulrico si sposò segretamente e morganaticamente con Filippina Elisabetta Caesar, la dama di compagnia di sua sorella, Elisabetta Ernestina. Il matrimonio era ineguale, ma ella venne creata principessa (Fürstin) nel 1727.
Alla morte di Ernesto Luigi (nel 1724), Antonio Ulrico e Federico Guglielmo presero nuovamente il governo del ducato, come tutori dei nipoti, sino al 1733. Durante il suo periodo di regno, Antonio Ulrico fu reggente nominale, dal momento che visse perlopiù appartato alla sua famiglia morganatica.
La morte del fratellastro (1746), lo rese successore al Ducato di Sassonia-Meiningen. Sua moglie, Filippina, era morta nel 1744, solo poche settimane prima che venissero riconosciuti i suoi figli. Il 10 marzo 1746, Antonio Ulrico assunse il pieno controllo del ducato, alla morte di Federico Guglielmo.
Immediatamente dopo l'acquisizione del ducato, Antonio Ulrico lasciò Meiningen e istituì la propria residenza ufficiale a Francoforte sul Meno, dove visse sino alla sua morte.

## Matrimonio ed eredi
A Homburg vor der Höhe il 26 settembre 1750, Antonio Ulrico si sposò con Carlotta Amalia d'Assia-Philippsthal, di quarantatré anni più giovane. Dal matrimonio nacquero cinque figli:
- Carlotta Amalia (1751-1827), sposò Ernesto II di Sassonia-Gotha-Altenburg;
- Luisa (1752-1805), sposò Adolfo d'Assia-Barchfeld;
- Augusto Federico (1754-1782);
- Giorgio (1761-1803);
- Amalia (1762-1798), sposò Enrico Carlo Erdmann di Carolath-Beuthen.

## Ascendenza
|                                                                        |                                                                      |                                                                         | Genitori                                                                   |  |  | Nonni |  |  | Bisnonni                               |  |  | Trisnonni                                   |  |
|                                                                        |                                                                      |                                                                         |                                                                            |  |  |       |  |  | 8. Johann III, duca di Sassonia-Weimar |  |  | 16. Johann Wilhelm, duca di Sassonia-Weimar |  |
|                                                                        |                                                                      |                                                                         |                                                                            |  |  |       |  |  | 8. Johann III, duca di Sassonia-Weimar |  |  | 16. Johann Wilhelm, duca di Sassonia-Weimar |  |
|                                                                        |                                                                      | 17. Dorothea Susanne von der Pfalz-Simmern                              |                                                                            |  |  |       |  |  | 8. Johann III, duca di Sassonia-Weimar |  |  |                                             |  |
| 4. Ernst I, duca di Sassonia-Gotha-Altenburg                           |                                                                      |                                                                         |                                                                            |  |  |       |  |  | 8. Johann III, duca di Sassonia-Weimar |  |  |                                             |  |
|                                                                        |                                                                      | 9. Dorothea Maria von Anhalt                                            | 18. Joachim Ernst, principe di Anhalt                                      |  |  |       |  |  |                                        |  |  |                                             |  |
|                                                                        |                                                                      | 9. Dorothea Maria von Anhalt                                            | 18. Joachim Ernst, principe di Anhalt                                      |  |  |       |  |  |                                        |  |  |                                             |  |
|                                                                        |                                                                      | 9. Dorothea Maria von Anhalt                                            | 19. Eleonore von Württemberg                                               |  |  |       |  |  |                                        |  |  |                                             |  |
| 2. Bernhard I, duca di Sassonia-Meiningen                              |                                                                      | 9. Dorothea Maria von Anhalt                                            |                                                                            |  |  |       |  |  |                                        |  |  |                                             |  |
|                                                                        |                                                                      | 10. Johann Philipp, duca di Sassonia-Altenburg                          | 20. Friedrich Wilhelm I, duca di Sassonia-Weimar                           |  |  |       |  |  |                                        |  |  |                                             |  |
|                                                                        |                                                                      | 10. Johann Philipp, duca di Sassonia-Altenburg                          | 20. Friedrich Wilhelm I, duca di Sassonia-Weimar                           |  |  |       |  |  |                                        |  |  |                                             |  |
|                                                                        |                                                                      | 10. Johann Philipp, duca di Sassonia-Altenburg                          | 21. Anna Maria von Pfalz-Neuburg                                           |  |  |       |  |  |                                        |  |  |                                             |  |
| 5. Elisabeth Sophia von Sachsen-Altenburg                              |                                                                      | 10. Johann Philipp, duca di Sassonia-Altenburg                          |                                                                            |  |  |       |  |  |                                        |  |  |                                             |  |
|                                                                        |                                                                      | 11. Elisabeth von Braunschweig-Wolfenbüttel                             | 22. Heinrich Julius, principe di Wolfenbüttel e duca di Brunswick-Lüneburg |  |  |       |  |  |                                        |  |  |                                             |  |
|                                                                        |                                                                      | 11. Elisabeth von Braunschweig-Wolfenbüttel                             | 22. Heinrich Julius, principe di Wolfenbüttel e duca di Brunswick-Lüneburg |  |  |       |  |  |                                        |  |  |                                             |  |
|                                                                        |                                                                      | 11. Elisabeth von Braunschweig-Wolfenbüttel                             | 23. Elisabeth af Danmark                                                   |  |  |       |  |  |                                        |  |  |                                             |  |
| 1. Anton Ulrich, duca di Sassonia-Meiningen                            |                                                                      | 11. Elisabeth von Braunschweig-Wolfenbüttel                             |                                                                            |  |  |       |  |  |                                        |  |  |                                             |  |
|                                                                        | 12. August II, principe di Wolfenbüttel e duca di Brunswick-Lüneburg | 24. Heinrich III, principe di Wolfenbüttel e duca di Brunswick-Lüneburg |                                                                            |  |  |       |  |  |                                        |  |  |                                             |  |
|                                                                        | 12. August II, principe di Wolfenbüttel e duca di Brunswick-Lüneburg | 24. Heinrich III, principe di Wolfenbüttel e duca di Brunswick-Lüneburg |                                                                            |  |  |       |  |  |                                        |  |  |                                             |  |
|                                                                        | 12. August II, principe di Wolfenbüttel e duca di Brunswick-Lüneburg | 25. Ursula von Sachsen-Lauenburg                                        |                                                                            |  |  |       |  |  |                                        |  |  |                                             |  |
| 6. Anton Ulrich, principe di Wolfenbüttel e duca di Brunswick-Lüneburg | 12. August II, principe di Wolfenbüttel e duca di Brunswick-Lüneburg |                                                                         |                                                                            |  |  |       |  |  |                                        |  |  |                                             |  |
|                                                                        |                                                                      | 13. Dorothea von Anhalt-Zerbst                                          | 26. Rudolf, principe di Anhalt-Zerbst                                      |  |  |       |  |  |                                        |  |  |                                             |  |
|                                                                        |                                                                      | 13. Dorothea von Anhalt-Zerbst                                          | 26. Rudolf, principe di Anhalt-Zerbst                                      |  |  |       |  |  |                                        |  |  |                                             |  |
|                                                                        |                                                                      | 13. Dorothea von Anhalt-Zerbst                                          | 27. Dorothea Hedwig von Braunschweig-Wolfenbüttel                          |  |  |       |  |  |                                        |  |  |                                             |  |
| 3. Elisabeth Eleonore von Braunschweig-Wolfenbüttel                    |                                                                      | 13. Dorothea von Anhalt-Zerbst                                          |                                                                            |  |  |       |  |  |                                        |  |  |                                             |  |
|                                                                        |                                                                      | 14. Friedrich, duca di Schleswig-Holstein-Sonderburg-Norburg            | 28. Johann, duca di Schleswig-Holstein-Sonderburg                          |  |  |       |  |  |                                        |  |  |                                             |  |
|                                                                        |                                                                      | 14. Friedrich, duca di Schleswig-Holstein-Sonderburg-Norburg            | 28. Johann, duca di Schleswig-Holstein-Sonderburg                          |  |  |       |  |  |                                        |  |  |                                             |  |
|                                                                        |                                                                      | 14. Friedrich, duca di Schleswig-Holstein-Sonderburg-Norburg            | 29. Elisabeth von Braunschweig-Grubenhagen                                 |  |  |       |  |  |                                        |  |  |                                             |  |
| 7. Elisabeth Juliana von Schleswig-Holstein-Sonderburg-Norburg         |                                                                      | 14. Friedrich, duca di Schleswig-Holstein-Sonderburg-Norburg            |                                                                            |  |  |       |  |  |                                        |  |  |                                             |  |
|                                                                        |                                                                      | 15. Eleonore von Anhalt-Zerbst                                          | 30. Rudolf, principe di Anhalt-Zerbst (= 26)                               |  |  |       |  |  |                                        |  |  |                                             |  |
|                                                                        |                                                                      | 15. Eleonore von Anhalt-Zerbst                                          | 30. Rudolf, principe di Anhalt-Zerbst (= 26)                               |  |  |       |  |  |                                        |  |  |                                             |  |
|                                                                        |                                                                      | 15. Eleonore von Anhalt-Zerbst                                          | 31. Dorothea Hedwig von Braunschweig-Wolfenbüttel (= 27)                   |  |  |       |  |  |                                        |  |  |                                             |  |
|                                                                        |                                                                      | 15. Eleonore von Anhalt-Zerbst                                          |                                                                            |  |  |       |  |  |                                        |  |  |                                             |  |